# リッカルド・ムーティ
リッカルド・ムーティ（Riccardo Muti, 1941年7月28日 ナポリ - ）は、イタリア人の指揮者。シカゴ交響楽団名誉音楽監督、ウィーン・フィルハーモニー管弦楽団名誉団員。

## 人物・来歴
1941年生まれ。
1967年に、若手指揮者のためのグィード・カンテッリ賞を受賞。1972年からフィルハーモニア管弦楽団を定期的に指揮し、オットー・クレンペラー以来の首席指揮者に任命される。1980年から1992年までフィラデルフィア管弦楽団の音楽監督に就任し、しばしば同楽団を率いて世界的な演奏旅行を行った。フィラデルフィア管と制作したレスピーギ作品やロシア作品（ストラヴィンスキー、チャイコフスキー、スクリャービン）、ブラームスの交響曲の録音は、現在でも評価が高い。
1986年から2005年までミラノ・スカラ座の芸術監督を務める。1987年にミラノ・スカラ座管弦楽団の首席指揮者に任命され、1988年には同楽団とともにヴィオッティ・ドーロ賞（Viotti d'Oro）を獲得。同楽団を率いてイタリア国内から欧州各地まで演奏活動を続けた。スカラ座辞任後は特定の監督ポストには就任せず、客演指揮者として活躍。
2010年5月、シカゴ交響楽団音楽監督に就任。
ベルリン・フィルハーモニー管弦楽団やウィーン・フィルハーモニー管弦楽団にも定期的に客演している。1971年以来ザルツブルク音楽祭にも定期的に参加し、オペラや演奏会を指揮しているが、とりわけ同地ではモーツァルトの歌劇の指揮で有名である。スカラ座のほかにも、フィラデルフィアやロンドン、ミュンヘン、ウィーン、ラヴェンナ音楽祭などでオペラ公演を指揮してきた。
交友は、小澤征爾、ダニエル・バレンボイム、ズービン・メータ、マウリツィオ・ポリーニ、バルバラ・フリットリ、レナート・ブルゾン等が並ぶ。カルロス・クライバーの数少ない親友でもあった。

## レパートリー
母国イタリアの作曲家を幅広く取り上げ、秘曲も多く紹介し録音も頻繁に行っている（EMI, SONY）。その他一般的なレパートリーは手中に収め、特にフィルハーモニア時代やフィラデルフィア時代に膨大な録音を残した。近年はウィーン･フィルとシューベルト、モーツァルトを頻繁に取り上げては録音をしている。2008年～はハイドン・イヤー企画でハイドンの交響曲も録音している（DG）。近年は専属録音契約を結んでいないが、ドイツ・グラモフォンやEMIからのリリースをしている。今までに全集を残したものとしては、ベートーヴェン交響曲（EMI, MUSICOM）、ブラームス交響曲（Philips）、シューマン交響曲（EMI, Philips）、シューベルト交響曲（EMI）、チャイコフスキー交響曲（EMI）、スクリャービン交響曲（EMI）などがある。ヴェルディのオペラのほとんどはEMIとSONYへ録音している。
ミラノ・スカラ座では、比較的無名の古典派のオペラ、例えばケルビーニの歌劇《ロドイスカ》や、スポンティーニの歌劇《ヴェスタの巫女 La Vestale 》を上演、その一方でスカラ座管弦楽団を指揮して、こんにち無名の20世紀イタリア人の新古典主義者（フェルッチョ・ブゾーニ、アルフレード・カゼッラ、ニーノ・ロータ）の作品を録音した。
ヴェルディやプッチーニの有名作品についても、伝統的に行われてきた改変（アリアのクライマックスでの高音の挿入、冗長と考えられる部分のカット等）に対して批判的であり、「演奏は常に作曲者によって書かれたまま(come scritto)でなされなければならない」との強い信念をもち、自筆譜の綿密な研究を通じてそれを実行してきた。特にSONYへ録音した一連の録音では、打楽器など細部まで原典版を徹底して用い、数少ない演奏例としても貴重な存在になっている。
ピアノの腕前にも優れ、僅少ではあるが録音を行っているほか、リサイタルの伴奏を行うこともある。「椿姫」上演の際にオーケストラのストライキが発生すると、一人でピアノを弾いてまで強行上演させたという逸話もある。

## 幼少-青年時代～ロンドン時代
当初ピアニストとして研鑽を積み、ロータに招かれて、彼が校長を務めるバーリ音楽院に進んだ。そこで音楽院オーケストラの公演があり、予定されていた先輩の指揮者が病気になり急遽欠席した。そこでロータはムーティを校長室に呼びつけ、代役をやるように指示した。しかしムーティは不安で一度は辞去したものの、簡単な拍子の振り方だけ教わって強引に任されてしまう。結果としては素晴らしい出来になり、ムーティ本人も指揮に興味を持ち始める。これがきっかけでロータに恩を強く感じ、度々彼の曲を今でも取り上げている。勉強に打ち込むも生活が苦しく、アルバイトに明け暮れつつ苦学した。このとき妻であるクリスティーナ（演出家）と出会う。その後グィード・カンテッリ指揮者コンクールで優勝を果たし、イタリア国内の主要楽団を指揮する。1969年にはフィレンツェ五月音楽祭歌劇場の音楽監督に抜擢され、長く関わっていく（現在も度々客演している）。
1971年、巨匠クレンペラーの後任としてニュー・フィルハーモニア管弦楽団（1977年以降は「フィルハーモニア管弦楽団」）の首席指揮者に就任して以来、ロンドンには長く関わっている。EMIへの録音もこの頃から始まっている。1979年には同楽団初代音楽監督に就任。その他ロンドン・フィルにも客演や録音を行っている。フィルハーモニア退任後も毎年のようにタクトを取るなど良好な関係を維持してきた。しかし一部メディアが反ムーティを掲げて過激な攻撃を行った。これに火がつき聴衆の一部も激化。2005年にはスカラ座共同参画でロイヤル・コヴェントガーデン歌劇場に初登場する予定であったが、演出家と激しく対立してキャンセルする（演出家はその後失踪した）。これによりメディアがムーティ攻撃を強め、翌年にフィルハーモニア管に登場するも、その後空白が生じた。2009年にはしばらくぶりの客演予定が立った。

## フィラデルフィア時代
引退を考えていたユージン・オーマンディがムーティのコンサートに訪れ、その驚異的な才能に一目惚れしてムーティ招聘を働きかける。その後首席指揮者を短期間務め、正式にオーマンディの推挙により1980年、音楽監督に就任する。就任後はオーマンディが築いた「フィラデルフィア・サウンド」を踏襲しつつも、オーマンディの静に対して極めて動的、ドラマティックで熱い演奏を繰り広げて聴衆や楽員の支持を得た。EMIへの録音も盛んになり、オーマンディは私財を投じてムーティのために録音施設を建設した。晩年はPhilipsにも録音を行い、ブラームスやプロコフィエフで演奏を残した。カラヤンが他界して「ポスト・カラヤン争い」が勃発したとき、ムーティもその候補に挙がった。しかし早期に撤退を表明する。直後の1992年、激務に耐えられなくなったことを理由にフィラデルフィアを辞任した。その後数年、後任のヴォルフガング・サヴァリッシュの活躍でフィラデルフィアは好調を維持したが、次のクリストフ・エッシェンバッハ時代に低迷、そこでムーティ復帰を掲げて何度か招聘に乗り出すが失敗。代替案で桂冠指揮者への就任も打診するが辞去される。結果として数度の客演に止まり、その後の共演予定は立たなくなった。2009年3月12日、ムーティはフィラデルフィアの低迷を心配するコメントを発表した が、程なくして同楽団は破産法適用の申請を行った。

## ミラノ・スカラ座時代
1986年、クラウディオ・アバドの後任として音楽監督に就任する。就任後は極めて強力な改革を推し進め、スカラ座の復権・復興に効果を上げた。カラヤンの失敗以来、各指揮者が敬遠していた「椿姫」をティツィアナ・ファブリチーニの起用により上演し、封印を破ったことは特筆に価する。その後もEMIやSONYに多くのオペラ録音を行って足跡を残す。ブーイング集団を秩序維持のために場外に追いやって物議を醸すなど、一部常連客らとの対立もあった が、ムーティはスカラ座に長期にわたって君臨した。
 しかし2005年3月16日に、スカラ座の管弦楽団員と職員の投票により圧倒的多数で不信任を表明される。これは、スカラ座総支配人カルロ・フォンターナとムーティとのいさかいがきっかけであり、先んじる同年2月にはフォンターナが免職される結果となっていた。ムーティは投票に先立ち演奏会をキャンセルするが、フォンターナの支持者との絶え間ない亀裂のためにその他の公演も立ち行かない状態だった。同年4月2日にスカラ座を辞任した際、ムーティは職員からの「敵意」を辞任の理由として挙げていた。ムーティがベルルスコーニ首相と親しい間柄であるのに対し、フォンターナは左派に属する ことから、この抗争自体芸術面でのそれというより高度に政治的なものだったとの見方もある。

## フリー（客演）の期間
スカラ座辞任後は特定の監督ポストには就任せず、客演指揮者として活躍。母国の音楽的復興を試みてケルビーニ管弦楽団を設立し、若手音楽家の育成に注力する。ウィーン・フィル、ケルビーニ管以外は年に1ヵ月程度の付き合いに留まっている。現在の客演先はフィルハーモニア管弦楽団、バイエルン放送響、フィラデルフィア管、フランス国立管、ニューヨーク・フィル、フィレンツェ五月音楽祭歌劇場だけだが、新規としてメトロポリタン歌劇場、ローマ歌劇場、シカゴ響（2回目）などの客演が決まっており、北京音楽祭や東京オペラの森音楽祭、PMF、モスクワ音楽祭、ザルツブルク聖霊降臨祭音楽祭などイベントへの参加も多い。ルツェルン音楽祭への出演や協力も表明し、周囲を驚かせた。ローマ歌劇場に対しては定期的な客演と復興活動に参画することが発表された。生まれ故郷のナポリにあるサン・カルロ歌劇場の復興にも尽力し、母国の活性化に大きく貢献している。2010年にはフランクフルト州立歌劇場にも登場する。

## シカゴ交響楽団の音楽監督へ
シカゴ交響楽団は約30年というブランクがあるにもかかわらず、スカラ辞任直後のムーティに猛アタックを掛け、客演を要請していた。客演後はヨーロッパツアーを率いるなど大切な業務を次々と依頼した。その過程から「次期音楽監督か」と憶測が飛び交った。2008年5月5日、シカゴ交響楽団の次期音楽監督に就任することが双方から発表された。楽団のメンバーから多くの手紙や署名が届けられ、決心に至ったという。任期は2010年から5年間となるが、就任前に事実上の活動（スポンサー対応やオーディションなど）を開始。2009年1月は就任直前のコンサートになったが、人気が過熱してチケットは入手困難に陥りスポンサーを失望させた。そこでムーティは前例のない「スポンサー限定公開リハーサル」を実施して難局を乗り切った。2010年5月、ムーティは正式に音楽監督に就任。首席指揮者ベルナルト・ハイティンクもそのまま在任している。

## ウィーン・フィルとの信頼関係
もっとも親密なウィーン・フィルハーモニー管弦楽団では1973年以降ほぼ毎年指揮台に立ち、1996年にはウィーン音楽週間の最終公演で同楽団を指揮したほか、極東ツアー（日本、韓国、香港）やドイツツアーのほか、1993年、1997年、2000年、2004年、2018年、2021年、2025年のニューイヤーコンサートでも指揮をとった。2005-2006シーズンは30回以上指揮台に立っている。ウィーン・フィルからはゴールドリングが贈られ、同楽団の中枢メンバーで構成されるウィーン宮廷楽団の初代名誉音楽監督を務める。Wph専用機（エアバス機）に搭乗が許される唯一の指揮者であり、カール・ベームやヘルベルト・フォン・カラヤン並の待遇を受けている。創立150周年記念、楽友協会125周年記念 他、記念コンサートでタクトを託されている。1975年の初来日はベームに帯同してウィーン・フィルと果たしており、その後1999年、2005年、2008年と4回来日を重ねている。2011年7月28日、ザルツブルク音楽祭開催中に70歳を迎え、ウィーン・フィルより名誉団員の称号を贈られた。

## ミュンヘンとの関係
1979年、バイエルン国立歌劇場に初登場し、超一流歌手を並べた「アイーダ」を上演。この公演のリハーサルに訪れたのがカルロス・クライバーであり、それ以来親交が続く。その後、同じミュンヘン市内の名門・バイエルン放送交響楽団にも登場し、毎年客演を重ねたりレコーディングも行う。バイエルン放送交響楽団はロリン・マゼールの任期満了に伴い、マゼールの意向でムーティを音楽監督に打診する。しかしムーティ側から辞退の申し入れがあり、後任はマリス・ヤンソンスに決まる。この後もバイエルンとは良好かつ密接な関係は維持している。

## ニューヨーク・フィルとの関係
ニューヨーク・フィルはマゼールを音楽監督に迎えてから、同じくムーティの登場回数を大幅に増やしてゆく。マゼールは当初から契約更新をしないと明言しており、当初はムーティを後任として推挙していた（断念後はバレンボイムを推挙した）。それを受けてフィルハーモニックはムーティに就任を再三打診するも、固辞される。代わりにムーティは定期的な客演を約束し、2009-2010年はツアーを組むなど首席客演待遇で進める事が合意された。しかしムーティは2008年に、ニューヨークのライバルであるシカゴ交響楽団への就任を表明する。これによりフィルハーモニックのザリン・メータ総裁は失望の意を示し、今後の関係断絶をほのめかした。後に和解を果たし、2009年のツアーは予定通り実施されることになった。

## クラウディオ・アバドとの関係
クラウディオ・アバドとの犬猿の仲は有名であり、お互い名前で呼ばないほど疎遠であった。殊にムーティはアバドのことを「（スカラ座の）前任者」と呼んでいた時期もあった。盟友のピアニスト・ポリーニ、バレンボイムや弟子のダニエル・ハーディングらがよく二人の間に立って和解を目指した。イタリア時代からお互い良きライバルであった反面、ポスト・カラヤンとして争い完全に決裂してしまう。アバドはベルリン・フィルを襲い自らの目指すカラーに染め上げた反面、ムーティはウィーン・フィルの事実上の常任指揮者待遇になる。双方がポストをもたない間に、アバドよりムーティへ協力要請があり、ルツェルン音楽祭への出演・協力に至る。また雑誌を通じてお互い尊敬しあっていることを打ち出すなど、雪解けへ向けて一気に加速が進む。アバドがパイオニアとして乗り込んだ地域（オーケストラ）の後任としてムーティが乗り込み、成功を収める例が多く、その他でも何かと因縁で切っても切れない様相を呈す（スカラ座・ウィーン・ベルリン・ロンドン・シカゴ・ニューヨークなど）。

## 日本との関係
1975年にカール・ベームに同行してのウィーン ・フィルとの初来日以来、たびたび来日している。
長年にわたる日本とイタリア間の文化交流と相互理解の促進・貢献が評価され、平成28年春の叙勲・褒章において、旭日重光章を受章。2018年には第30回高松宮殿下記念世界文化賞[音楽部門]を受賞している。
2019年より東京・春・音楽祭で「イタリア・オペラ・アカデミー in 東京」を開催。同アカデミーは、2015年にイタリアのラヴェンナで立ち上げられたプロジェクト。ムーティ自身がこれまでの経験、教師たちや過去の偉大な演奏者たちから受けた教えを、才能ある世界中の若手音楽家に伝え、オペラ制作に至る複雑なすべての過程についても理解を深めることを目的に、毎年夏にラヴェンナで開催されているもの。日本では3年に亘って《リゴレット》（2019）、《マクベス》（2020）、《仮面舞踏会》（2021）を取り上げる予定だったが、《マクベス》は新型コロナウイルス感染拡大の影響で2021年に延期となった。
2022年12月、日本経済新聞の「私の履歴書」に、1ヶ月、ムーティの記事が連載された。

## エピソード
- 同僚指揮者に極めて辛辣なセルジュ・チェリビダッケをして、「恐ろしく無知だが」という前提だが「才能がある」と認めさせた。チェリビダッケが才能を認めたのはムーティだけである[1]。
- ウィーン・フィルからお気に入りのヴィオラ首席奏者を引き抜いてスカラへ入団させた（後にウィーンに戻る）[要出典]。
- 専属のカメラマンが付く稀な指揮者であり、写真集も出版されている。そのほか公式サイトではその写真を公開している。
- 近年は視力の衰え（白内障）が激しくメガネを掛けている。サインなどファンサービスには応じるが、視力が悪化した時は説明を行った上で写真撮影を断っている。
- 2011年2月3日、シカゴ交響楽団とのリハーサル中に気を失って指揮台からステージに転落。顔面の骨と顎骨を骨折した（治療後に復帰）。その際、心臓にペースメーカーを埋めていることが明らかになった。
- メディアや過激な聴衆からはよく「まるで帝王だ」と批判の対象になる。実際にムーティと決裂した相手は、演出家のフランコ・ゼフィレッリやロベルト・アラーニャなど多く存在する。後日対立したゼフィレッリは「真のマエストロは妥協せず、気難しい性格になるものだ」とフォローした[4]。アラーニャも後日「歌手の限界に挑戦させる、極めて要求の厳しい指揮者だ」とコメントした。実際に芸術上の対立があった場合、基本的にはムーティのほうから先に去っている。
- インフルエンザに掛かりやすく、12～2月にキャンセルが増える傾向にある。[要出典]
- ジョークの多い指揮者で、リハーサルや記者会見でもしばしば用いる。心臓の調子を記者から質問されたとき、「問題は心臓ではなく頭だ」と自虐的に切り返した。[要出典]
- 車の運転にはかなり自信があり、相当のスピードを出すことを認めている。車種はイタリア車ではなくメルセデス・ベンツを好んでいるとのこと[要出典]。

## 文献
- 『リッカルドムーティ自伝　はじめに音楽 それから言葉』田口道子訳、音楽之友社、2013年
- 『リッカルド・ムーティ、イタリアの心 ヴェルディを語る』田口道子訳、音楽之友社、2014年
- 『リッカルド・ムーティ　スカラ座での10年　写真集』アルファベータブックス、1998年

シルヴィア・レッリ／ロベルト・マゾッティ：写真、秋山美津子訳

## 受賞歴
- ウルフ賞芸術部門（2000年）
- レジオンドヌール勲章シュヴァリエ
- レジオンドヌール勲章オフィシエ（2010年）
- アストゥリアス皇太子賞芸術部門（2011年）
- 旭日重光章（2016年）
- 高松宮殿下記念世界文化賞（2018年）